# Ang Dalawang Mrs. Real
Ang Dalawang Mrs. Real  é uma telenovela filipina exibida em 2014 pela GMA Network.

## Elenco

### Elenco principal
- Maricel Soriano ... Millet Gonzales-Real
- Dingdong Dantes ... Anthony Real
- Lovi Poe ... Sheila Salazar-Real
- Celeste Legaspi ... Aurora Gonzales
- Robert Arevalo ... Henry Gonzales
- Jaime Fabregas ... Jun Real
- Tommy Abuel ... Justino Salazar
- Susan Africa ... Salome Salazar
- Alessandra De Rossi ... Sandy Alegre

### Coadjuvantes
- Diva Montelaba ... Liza
- Rodjun Cruz ... Allan Real
- Marc Abaya ... Vincent Dumlao
- Dominic Roco ... Daniel "Dado" Salazar
- Marc Justine Alvarez ... Anthony "Tonton" Real
- Coney Reyes ... Sonia Real
- Marco Alcaraz ... Edgar Gonzales
- Robert Seña ... Jim Dumlao
- Fonz Deza ... Lolo Gener Salazar
- Angie Ferro ... Lola Rose Gonzales
- Ge Villamil ... Lenlen Dumlao
- Frances Ignacio ... Marife Alegre
- Ina Feleo ... Lydia Dumlao
- Dolly Gutierrez ... Felisa Alegre